# Kovácsházi István
Kovácsházi István (Budapest, 1967. március 5. –) Liszt Ferenc-díjas magyar tenor operaénekes, érdemes művész.

## Életpálya
Zenei tanulmányait Kapossi Margit énekmesternő irányításával végezte. 1994-95 között a Debreceni Csokonai Színház magánénekese, majd az ezt követő két évben a Fővárosi Operett Színház szerződtette. 1997-től a Magyar Állami Operaház magánénekese, ahol számos opera főszerepet énekelt. Ezek között megtalálhatjuk Mozart operáit (Varázsfuvola, Don Giovanni, Szöktetés a szerájból, Cosi fan tutte), valamint Verdi és Puccini műveit is (Traviata, Rigoletto, Bohémélet, Tosca, Pillangókisasszony).
2006-ban énekelt először Wagner operában, A nürnbergi mesterdalnokok Walter von Stolzing szerepében aratott elismert sikert. Erre a szerepre szerződtette 2008-ban a Mannheim National Theater.
Németországban további számos produkcióban szerepelt, melyek között Wagner: Parsifal, Rajna kincse, Lohengrin, R. Strauss: Ariadné Naxos szigetén, Weber: Bűvös vadász mellett, francia operák Bizet: Carmen, Saint-Saëns: Samson és Delila, Offenbach: Hoffmann meséje is találhatók.

## Pályafutás
- 1991 Honvéd Együttes Férfikara
- 1994 Csokonai Nemzeti Színház
- 1995 Fővárosi Operettszínház
- 1997 Magyar Állami Operaház
- 2008 Nationaltheater Mannheim, Németország

## Főbb szerepei
- Georges Bizet: Carmen - Don José
- Camille Saint-Saëns: Samson et Dalila - Samson
- Jacques Offenbach: Les contes d’ Hoffmann - Hoffmann
- Giacomo Puccini: Madama Butterfly - Pinkerton
- Giacomo Puccini: Tosca - Cavaradossi
- Richard Strauss: Ariadne auf Naxos - Bacchus
- Richard Strauss: Elektra - Aegisth
- Giuseppe Verdi: Don Carlo - Carlo
- Giuseppe Verdi: Macbeth - Macduff
- Richard Wagner: Lohengrin - Lohengrin
- Richard Wagner: Die Meistersinger von Nürnberg - Walther von Stolzing
- Richard Wagner: Parsifal - Parsifal
- Richard Wagner: Das Rheingold - Loge
- Carl Maria von Weber: Freischütz - Max

## Díjak
- Simándy József-díj (2000)
- Melis György-díj (2003)
- Oláh Gusztáv-díj (2005)
- Liszt Ferenc-díj (2008)
- Érdemes művész (2022)[1]